# 45595 Inman
45595 Inman este o planetă minoră (asteroid), cu un diametru de 3,352 km, din centura de asteroizi. A fost descoperită pe 6 februarie 2000 la Catalina Station⁠(d) de Catalina Sky Survey. 
Obiectul prezintă o orbită caracterizată de o semiaxă mare de 3,0073260995032 UAi, o excentricitate de 0,10554246039399, o înclinație de 3,1808386064851 ° în raport cu ecliptica.